# Stelletta cylindrica
Stelletta cylindrica är en svampdjursart som beskrevs av Thomas 1973. Stelletta cylindrica ingår i släktet Stelletta och familjen Ancorinidae. Inga underarter finns listade i Catalogue of Life.